# Massif Mulanje
Le massif Mulanje ou mont Mulanje est un inselberg situé dans le district du même nom au sud du Malawi, près de la ville de Blantyre. Mesurant environ 26 kilomètres de long sur 22 kilomètres de large, il surgit des plaines du Chiradzulu. Son altitude maximale est de 3 002 mètres au pic Sapitwa.
Le mont Mulanje a été reconnu en tant que réserve de biosphère par l'UNESCO en 2000 et un dossier de candidature a été déposé en 2000 pour que le site fasse partie du patrimoine mondial de l'humanité.

Animation représentant le massif Mulanje en trois dimensions.

Le « paysage culturel du mont Mulanje » est inscrit sur la liste du patrimoine mondial en 2025 par l'UNESCO.